# Свято-Миколаївський храм (Люботин)
Церква Свято́го Микола́я — православна церква в місті Люботин, Харківська область.

## Історія
Перший храм був побудований у 1770 році. На 1801 рік було затверджено такий штат церкви: священик — 1, дяк — 1, паламар — 1. В 1838 році на кошти В. Г. Масловича було розпочато будівництво кам'яної церкви. Яку було побудовано у 1843 році. Після революції 1917 року Миколаївську церкву закрили, в її будівлі було розташовано сільськогосподарський склад. Під час Другої світової війни виконувала роль військового опорного пункту німецьких військ. Під час боїв було пошкоджено пошкодженою дзвіницею У 1995 році було розпочато реконструкцію храму.